# Desmodorida
Desmodorida é uma ordem de nematóides pertencentes à classe Adenophorea.
Famílias:
- Ceramonematidae
- Choniolaimidae
- Chromadoridae
- Comesomatidae
- Cyatholaimidae
- Desmodoridae
- Draconematidae
- Epsilonematidae
- Etmolaimidae
- Microlaimidae
- Monoposthiidae
- Richtersiidae
- Selachinematidae
- Spiriniidae
- Xennellidae